# Pseudeutreta falcigera
Pseudeutreta falcigera är en tvåvingeart som först beskrevs av Jean-Jacques Kieffer och Jorgenson 1910.  Pseudeutreta falcigera ingår i släktet Pseudeutreta och familjen borrflugor. Inga underarter finns listade i Catalogue of Life.